# Кинаст, Ян
Ян Кинаст (пол. Jan Kinast; 23 января 1928 года — 18 июля 1993 года, Варшава, Польша) — польский государственный деятель и дипломат. Посол Польши в Вашингтоне и Бразилии. Вице-министр иностранных дел.

## Биография
Во время немецкой оккупации организатор харцерских групп в варшавском районе Влохи. Участник Варшавского восстания. После поражения восстания заключённый концлагерей Аушвиц-Биркенау и Флоссенбюрг. После войны комендант влоховского отделения Союза Польских Харцеров.
На дипломатической работе с 1962 года. С 13 октября 1977 по 3 августа 1982 — посол Польши в Бразилии. С октября 1984 по октябрь 1987 вице-министр иностранных дел ПНР. С 22 марта 1988 по 8 августа 1990 — посол ПНР в Соединённых Штатах. Последний посол Польской Народной Республики в США.
Похоронен на Воинских Повонзках (район А3 Туи, ряд 1, место 21).